# جان بيير سان اور
جان بيير سان أور (4 أبريل 1752 - 6 أبريل 1809) رسامًا سويسريًا من جنيف. بالإضافة إلى صور غير رسمية نسبيًا، تخصص في لوحات تاريخية طموحة لمواضيع من التاريخ القديم، وخاصة الكلاسيكي. هذه هي على الطراز الكلاسيكي الحديث، مع العديد من مجموعات كبيرة من الشخصيات، حتما مقارنة مع أعمال جاك لويس ديفيد المعاصرة، الذي كان أكبر من أربع سنوات. لكن العديد من أعمال Saint-Ours أصغر بكثير، ولو لأنه كان يفتقر إلى العمولات اللازمة لتحقيقها بأحجامها الكاملة. توجد مؤلفاته الرئيسية في الغالب كرسومات بدرجات متفاوتة من التشطيبات، ونسخ صغيرة مرسومة، وإذا كان قد حصل على عمولة، فإن اللوحات الزيتية كاملة الحجم، والتي يمكن أن تكون كبيرة جدًا في كثير من الأحيان.

## حياته وأعماله
ولد سانت أور في جنيف ثم جمهورية وكانتون جنيف . بدأ الدراسة مع والده جاك (1708-1773) الذي كان رسامًا للمينا المزجج( او البورسلان)[مرام1]  . أكمل دراسته في باريس عام 1769، مع جوزيف ماري فيان الذي التقى في الاستوديو الخاص به بديفيد وكان منفتحاً على الفكر السياسي المتطرف (من المبادئ السياسية التي تركز على تغيير البنى الاجتماعية باتباع أساليب ثورية، وتغيير نظم القيم بأساليب جوهرية) . بعد كسبه جوائز مختلفه[مرام2] ، في عام 1780، نال[مرام3]  جائزة روما مع لوحة اغتصاب المراءة السابنيه. ولكن تم رفضه من الأكاديمية الفرنسية في روما، بسبب جنسيته و عقيدته البروتستانتية. اكمل جين مسيرته على حسابه الشخصي وكان مصرحاً له الاستفادة من امتيازات العضوية ولكنه كان مستبعداً من من اللجان الفرنسية الرسميه. بمساعدة فرنسوا بيير، السفير الفرنسي. استطاع جين العيش حياةً رغيده في روما. كان داعماً قوياً للثورة الفرنسية في سنواتها الأولى. حتى حينما كانت الثورة قد دمرت سوق اللوحات التاريخية الكبيرة اللتي لطالما أراد ان يرسمها.في أول معرض لصالون باريس للوحات الفنية، عرض جين ثلاث نسخ صغيرة مما يبدو أنه كان يريدها ان تكون مجموعة من أربع لوحات كبيرة تظهر آداب الشعوب القديمة المختلفة وايضاً الأربع عصور للإنسان. شهدت بارس لوحة اصطفاء الأطفال في سبارتا ولوحة عرس الجرمانية (هذه الإصدارات الصغيرة الآن في ميونخ) والألعاب الأولمبية. كل هذه تم إنتاجها بحجمها الكبير. الألعاب (بحلول عام 1791، 209.5 × 386 سم) والاختيار (بحلول 1786، 138 سم × 260 سم) كلاهما الآن في جنيف، وحفل الزفاف (بحلول 1788، 136.5 × 259 سم) وهي الآن في مؤسسة أوسكار راينهارت، فينترتور. لوحة  اصطفاء الأطفال في سبارتا كانت مبنية على قصة لفلوطرخس وهو فيلسوف ومؤرخ يوناني، يظهر مزيج من الدوافع الأخلاقية الحادة للحركة الكلاسيكية الحديثة والعقيدة المعاصرة «المشاعر» في الشكل يظهر الاب يهم بالخروج وبجانبه ابنه الذي فشل تحت عملية الاختيار. يتم الاحتفاظ بالطفل للعرض لاحقاً في عملية اختيار أخرى بحلول عام 1792، بعد غزو فرنسا الثورية لإيطاليا، أصبحت روما خطرة على الناطقين بالفرنسية، وعاد سينت أورس إلى چنيف، حيث تزوج ودخل السياسة، ليصبح منتخباً في الجمعية الوطنية في جنيف. رسم شخصية مجازية لجمهورية جنيف، صمم أزياء جديدة للقضاة، وصمم للاحتفالات المدنية. في عام 1795 نجح في الحصول على تمثال نصفي لجان جاك روسو الذي كان يعرفه، وضع على عمود طويل في بارك دي في الحصول على تمثال نصفي لجان جاك روسو باستس. لكن، بعد أن خاب أمله من التطورات في فرنسا، في عام 1796 تقاعد من الانخراط السياسي وعاد إلى الرسم، منتجاً في الغالب لوحات من نخبة الچنيفيون. كما قام بالعديد من الصور الذاتيه، أولهم عندما كان في الثالثة عشرة من عمره. توصف النسخ الاخيره للوحته الهزة الأرضية، حيث فرت أسرة من المعبد اليوناني المنهار، خيبة أمله من الثورة وآثارها النابليونية قام برسم خمسة إصدارات للموضوع بين عامي 1782و1802. وضح أحد كتب روسو بسلسلة من الرسومات وكرر كلاً منها في رسومات زيتيه.  كانت رسمته للجيولوجي وعالم الأرصاد الجوية هوراس بنديكت دو سوسور (1796، چينيف) وتم نسخها ورقياً. ورسم ايضاً المناظر الإيطالية الطبيعيه مع بعض المناظر الطبيعية حول جنيف أعيد تصويرها كمشهد كلاسيكي، كما في (تم تصميم مدينة جنيف بأسلوب عتيق، مع ضريح روسو)  1794.

## عائلنة وميراثة
كان قد تزوج من ابن عمه مادلين-هيلين بوا دي تشين عند عودته إلى جنيف في1792 ، وكان لديه ثلاث بنات. كانت واحدة لا تزال على قيد الحياة في عام 1871، عندما دمرت بعد الثورة الفرنسية الرابعة العديد من الأوراق المتعلقة بأنشطته السياسية.  في 6 أبريل 1809 توفي جين في جنيف، التي كانت في ذلك الوقت عاصمة الجمهورية الفرنسية دي ليمان بعد أن قام النظام الثوري الفرنسي بضم الجمهورية في عام 1798.
كانت سمعته منخفضة، حتى في جنيف، لأكثر من قرن من وفاته، لكنها بدأت تنعش في العقود الأخيرة. أفضل مجموعة في متحف الفن والتاريخ لچنيف، الذي كان ساينت اورز قلق بشآن تأسيسها بالرغم من
تآسيسها لاحقاً. قام المتحف معرضًا مخصصًا له في 2015-2016، مع أكثر من 100 لوحة، بالإضافة إلى العديد من الرسومات. العديد من المجموعات العامة والخاصة في سويسرا لديها أعمال، مثل متحف مقاطعة لوس أنجلوس للفنون ومجموعة لوحات ولاية بافاريا. مجموعات الحكومة الفرنسية لها أعمال، وفي عام 2018 كانت هناك لوحة في قصر الإليزيه. قاموا بإعارة بريكس دي روما الاغتصاب من نساء سابين إلى غواديلوب، والتي فقدت بعد ذلك في إعصار في عام 1928. قد لا تكون أعماله معروضه في المتاحف.